# Cleveland Rockers
Cleveland Rockers – kobiecy klub koszykarski z siedzibą w Cleveland (Ohio) występujący w lidze WNBA, w latach 1997–2003. Zespół został rozwiązany w 2003 roku po tym, jak liga nie mogła znaleźć nowego właściciela dla klubu.
Kilka zawodniczek klubu występowało także w Polskiej Lidze Koszykówki Kobiet. Chasity Melvin reprezentowała Rockers w latach 1999–2003, natomiast w PLKK Lotos Gdynia (2002–2004), Betty Lennox (2003) także Lotos (2006–2007).

## Wyniki sezon po sezonie
| Sezon             | Zespół          | Konferencja     | Konferencja     | Sezon regularny | Sezon regularny | Sezon regularny | Rezultaty play-off                                                                            | Trener                   |
| Sezon             | Zespół          | Konferencja     | Konferencja     | W               | P               | %               | Rezultaty play-off                                                                            | Trener                   |
| ----------------- | --------------- | --------------- | --------------- | --------------- | --------------- | --------------- | --------------------------------------------------------------------------------------------- | ------------------------ |
| Cleveland Rockers |                 |                 |                 |                 |                 |                 |                                                                                               |                          |
| 1997              | 1997            | Wschodnia       | 4               | 15              | 13              | 53,6            |                                                                                               | Linda Hill-MacDonald     |
| 1998              | 1998            | Wschodnia       | 1               | 20              | 10              | 66,7            | Przegrana – półfinały WNBA (Phoenix, 1–2)                                                     | Linda Hill-MacDonald     |
| 1999              | 1999            | Wschodnia       | 6               | 7               | 25              | 21,9            |                                                                                               | Linda Hill-MacDonald     |
| 2000              | 2000            | Wschodnia       | 2               | 17              | 15              | 53,1            | Wygrana – półfinały konferencji (Orlando, 2–1) Przegrana – finały konferencji (New York, 1–2) | Dan Hughes               |
| 2001              | 2001            | Wschodnia       | 1               | 22              | 10              | 68,8            | Przegrana – półfinały konferencji (Charlotte, 1–2)                                            | Dan Hughes               |
| 2002              | 2002            | Wschodnia       | 7               | 10              | 22              | 31,3            |                                                                                               | Dan Hughes               |
| 2003              | 2003            | Wschodnia       | 4               | 17              | 17              | 50              | Przegrana – półfinały konferencji (Detroit, 1–2)                                              | Dan Hughes               |
| Sezon regularny   | Sezon regularny | Sezon regularny | Sezon regularny | 108             | 112             | 49,1            | 0 mistrzostw konferencji                                                                      | 0 mistrzostw konferencji |
| Play-off          | Play-off        | Play-off        | Play-off        | 6               | 9               | 40              | 0 mistrzostw WNBA                                                                             | 0 mistrzostw WNBA        |

## Nagrody i wyróżnienia
| Kim Perrot Sportsmanship Award - Suzie McConnell-Serio (1998, 2000) | WNBA Newcomer of the Year Award - Suzie McConnell-Serio (1998) | Trener Roku WNBA - Dan Hughes (2001) |

| I skład WNBA - Eva Němcová (1997) - Suzie McConnell-Serio (1998) - Merlakia Jones (2001) | II skład WNBA - Eva Němcová (1998) |

| Uczestniczki meczu gwiazd WNBA - Merlakia Jones (1999, 2000, 2001) - Chasity Melvin (2001) - Penny Taylor (2002) | Trenerzy meczu gwiazd WNBA - Linda Hill-MacDonald (1999 – Wschód) |

Członkinie Koszykarskiej Galerii Sław im. Jamesa Naismitha
- Lynette Woodard (2004)

Członkinie Galerii Sław Żeńskiej Koszykówki
- Lynette Woodard (2005)

## Liderki statystyczne WNBA
| Skuteczność rzutów z gry - 1998 – Isabelle Fijalkowski | Skuteczność rzutów za 3 punkty - 1997 – Eva Němcová - 1998 – Eva Němcová | Skuteczność rzutów wolnych - 1999 – Eva Němcová |

## Historyczne składy
1997
- Marcie Alberts, Jenny Boucek, Janice Braxton, Yerushia Brown, Michelle Edwards, Isabelle Fijalkowski, Adrienne Johnson, Merlakia Jones, Anita Maxwell, Eva Němcová, Tina Nicholson, Lynette Woodard

1998
- Tully Bevilaqua, Cindy Blodgett, Janice Braxton, Yerushia Brown, Michelle Edwards, Isabelle Fijalkowski, Adrienne Johnson, Merlakia Jones, Tanja Kostić, Suzie McConnell-Serio, Eva Němcová, Raegan Scott

1999
- Mery Andrade, Tricia Bader Binford, Janice Braxton, Yerushia Brown, Alisa Burras, Michelle Edwards, Tracy Henderson, Jennifer Howard, Kellie Jolly Harper, Merlakia Jones, Suzie McConnell-Serio, Chasity Melvin, Eva Němcová, Vanessa Nygaard, Jamila Wideman

2000
- Mery Andrade, Tricia Bader Binford, Adia Barnes, Yerushia Brown, Helen Darling, Michelle Edwards, Vicki Hall, Pollyanna Johns Kimbrough, Merlakia Jones, Suzie McConnell-Serio, Chasity Melvin, Eva Němcová, Ann Wauters

2001
- Mery Andrade, Tricia Bader Binford, Adia Barnes, Yerushia Brown, Helen Darling, Vicki Hall, Pollyanna Johns Kimbrough, Merlakia Jones, Chasity Melvin, Eva Němcová, Jennifer Rizzotti, Paige Sauer, Penelope Taylor, Ann Wauters, Angelina Wolvert

2002
- Mery Andrade, Tricia Bader Binford, Lucienne Berthieu, Yerushia Brown, Tracy Henderson, Deanna Jackson, Merlakia Jones, Brandi McCain, Chasity Melvin, Jennifer Rizzotti, Paige Sauer, Penelope Taylor, Ann Wauters

2003
- Lucienne Berthieu, Helen Darling, Tracy Henderson, Deanna Jackson, Pollyanna Johns Kimbrough, Merlakia Jones, Betty Lennox, Chasity Melvin, Jennifer Rizzotti, Penelope Taylor, LaToya Thomas